# Подгруппа кобальта
Подгру́ппа ко́бальта — химические элементы 9-й группы периодической таблицы химических элементов (по устаревшей классификации — элементы побочной подгруппы VIII группы). 
В группу входят кобальт Co, родий Rh и иридий Ir. На основании электронной конфигурации атома к этой же группе относится и искусственно синтезированный элемент мейтнерий Mt, впервые полученный в 1982 в Центре исследования тяжёлых ионов (нем. Gesellschaft für Schwerionenforschung, GSI), Дармштадт, Германия в результате реакции 209Bi+58Fe → 266Mt+n.
Мейтнерий назван в честь австрийского физика Лизы Мейтнер. Название утверждено ИЮПАК в 1997 году.

## Свойства
Два элемента группы — родий и иридий — относятся к семейству платиновых металлов. Как и в других группах, члены 9 группы элементов проявляют закономерности электронной конфигурации, особенно внешних оболочек, хотя, как ни странно, родий не следует этому тренду. Тем не менее, у элементов этой группы тоже проявляется сходство физических свойств и химического поведения:
Некоторые свойства элементов 9 группы
| Атомный номер | Химический элемент | Электронная оболочка    | Атомный радиус, нм | p, г/см³ | tпл, °C | tкип, °C | ЭО   |
| ------------- | ------------------ | ----------------------- | ------------------ | -------- | ------- | -------- | ---- |
| 27            | кобальт            | 2, 8, 15, 2             | 0,125              | 8,9      | 1495    | 2960     | 1,88 |
| 45            | родий              | 2, 8, 18, 16, 1         | 0,134              | 12,41    | 1963    | 3727     | 2,28 |
| 77            | иридий             | 2, 8, 18, 32, 15, 2     | 0,136              | 22,57    | 2447    | 4380     | 2,20 |
| 109           | мейтнерий          | 2, 8, 18, 32, 32, 15, 2 |                    |          |         |          |      |

Кобальт является ферромагнетиком, его точка Кюри 1121 °C. Родий — благородный металл, по химической стойкости в большинстве коррозионных сред превосходит платину. Иридий — металл, который не взаимодействует с кислотами и их смесями (например, царской водкой) как при нормальной, так и при повышенной температурах .

## История
Соединения кобальта известны человеку с глубокой древности, синие кобальтовые стёкла, эмали, краски находят в гробницах Древнего Египта. В 1735 году шведский минералог Георг Бранд сумел выделить из этого минерала неизвестный ранее металл, который он назвал кобальтом. Он выяснил также, что соединения именно этого элемента окрашивают стекло в синий цвет — этим свойством пользовались ещё в древних Ассирии и Вавилоне.
Родий открыт в Англии в 1803 году Уильямом Гайдом Волластоном. Название произошло от др.-греч. ῥόδον — роза, типичные соединения родия имеют глубокий тёмно-красный цвет.
Иридий был открыт в 1803 году английским химиком С. Теннантом одновременно с осмием, которые в качестве примесей присутствовали в природной платине, доставленной из Южной Америки. Название (др.-греч. ἶρις — радуга) получил благодаря разнообразной окраске своих солей.

## Распространение в природе и биосфере
Массовая доля кобальта в земной коре 4⋅10−3%. Всего известно около 30 кобальтосодержащих минералов. Содержание в морской воде приблизительно (1,7)⋅10−10%. Родий содержится в платиновых рудах, в некоторых золотых песках Южной Америки и других стран. Содержание в земной коре родия и иридия — 10−11 %.
Кобальт — один из микроэлементов, жизненно важных организму. Он входит в состав витамина В12 (кобаламин). Кобальт участвует в кроветворении, функциях нервной системы и печени, ферментативных реакциях. Потребность человека в кобальте 0,007-0,015 мг, ежедневно. В теле человека содержится 0,2 мг кобальта на каждый килограмм массы человека. При отсутствии кобальта развивается акобальтоз.
Избыток кобальта для человека тоже вреден.

## Применение
Легирование стали кобальтом повышает её жаропрочность, улучшает механические свойства. Из сплавов с применением кобальта создают обрабатывающие инструменты: свёрла, резцы, и.т.п. Магнитные свойства сплавов кобальта находят применение в аппаратуре магнитной записи, а также в сердечниках электромоторов и трансформаторов. Для изготовления постоянных магнитов иногда применяется сплав, содержащий около 50 % кобальта, а также ванадий или хром. Кобальт применяется как катализатор химических реакций. Кобальтат лития применяется в качестве высокоэффективного положительного электрода для производства литиевых аккумуляторов. Силицид кобальта — отличный термоэлектрический материал и позволяет производить термоэлектрогенераторы с высоким КПД. Радиоактивный кобальт-60 (период полураспада 5,271 года) применяется в гамма-дефектоскопии и медицине. 60Со используется в качестве топлива в радиоизотопных источниках энергии.

## Фотографии

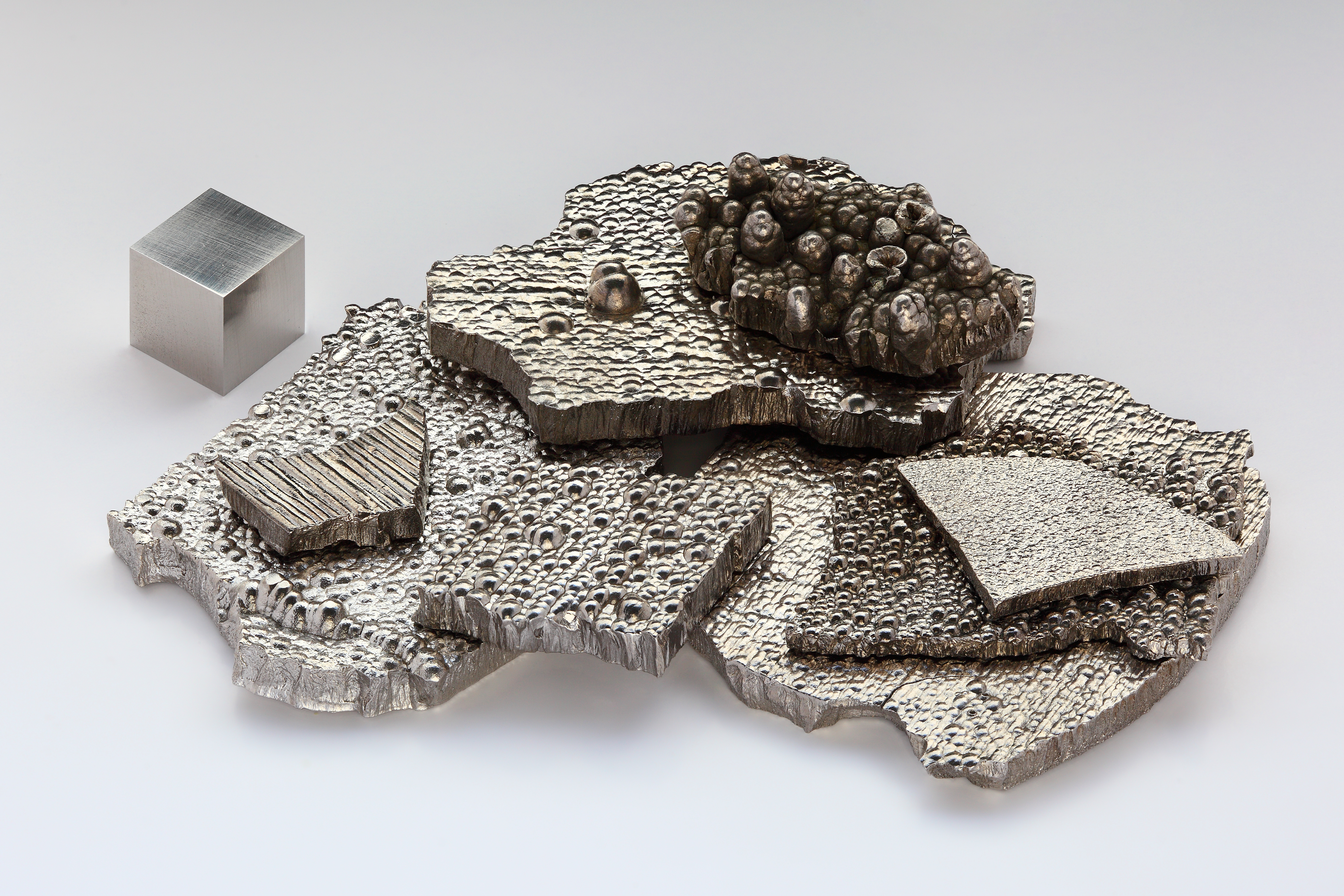
Кобальт чистотой 99,9%, полученный электролизом. Твёрдый металл.
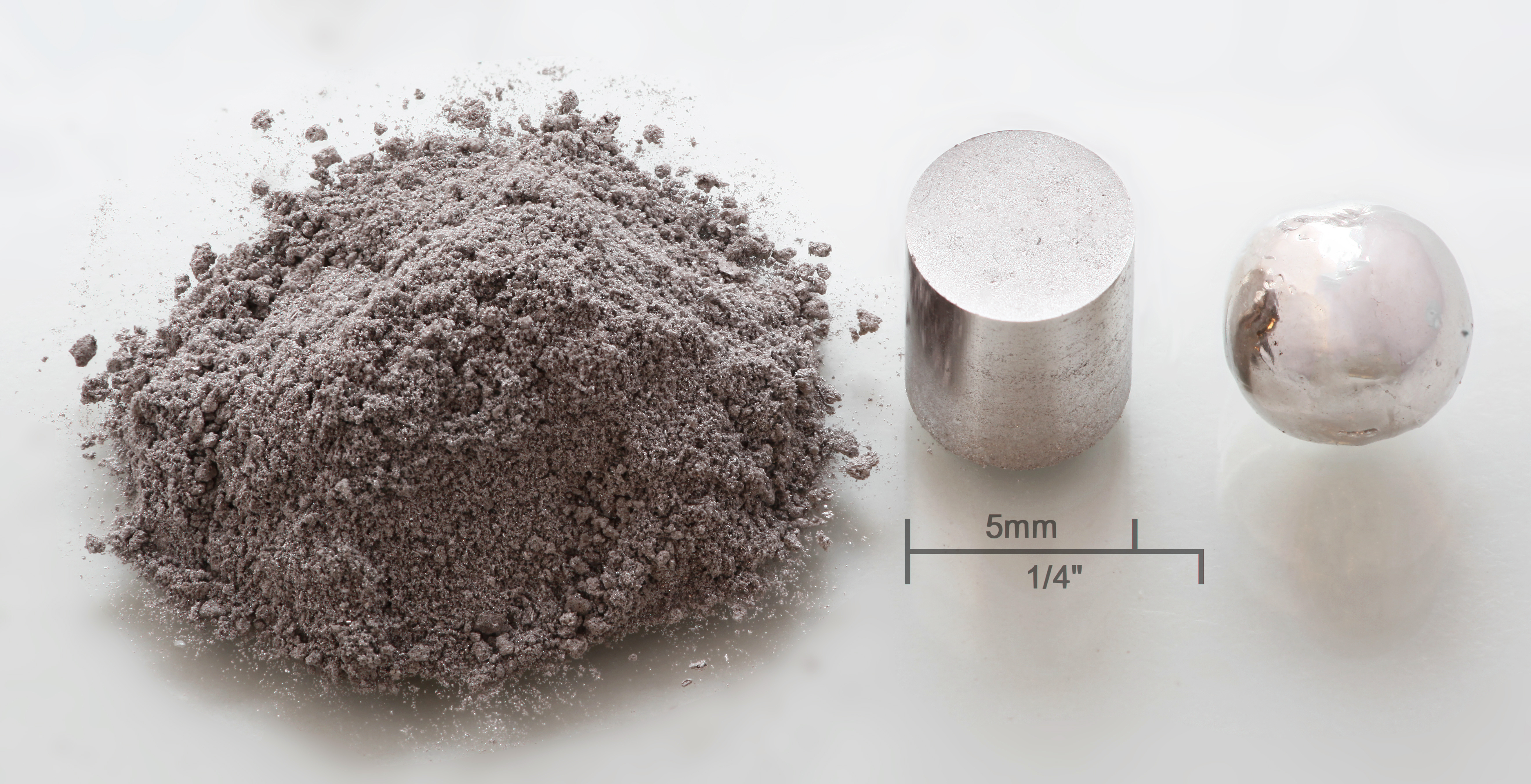
Порошковый спрессованный переплавленный родий чистотой 99,99%. Серебристо-серый твёрдый металл.
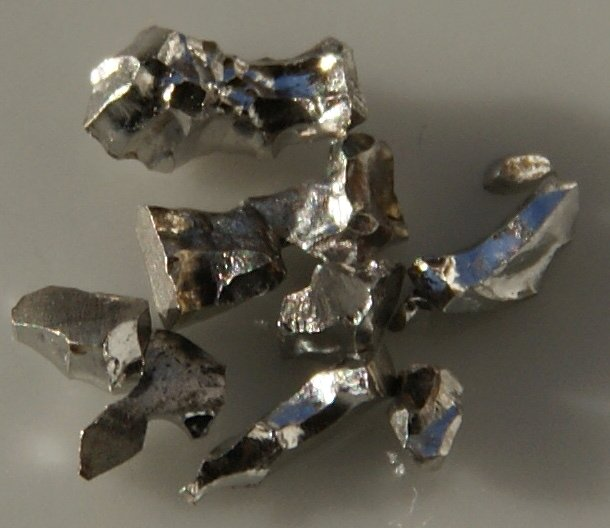
Кристаллы иридия. Серебристый металл.